# Curopalata
Curopalata (en grec: κουροπαλάτης, kouropalatēs del llatí: cura palatii ‘[aquell] que té cura del palau’) era una dignitat àulica de l'Imperi Romà d'Orient, una de les més altes des de l'època de l'emperador Justinià I (regnat 527-565) a la dels Comnens al segle xii.

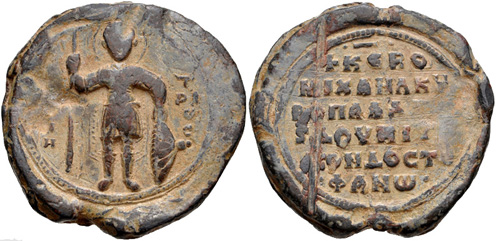
Segell de plom de Miquel Contostèfan, curopalata i duc d'Antioquia de l'Orontes, ca. 1055

La primera referència, com a curapalati, a principis del segle v, en qualitat de funcionari o vir spectabilis, rang immediat sota el castrensis palatii (encarregat del manteniment del palau imperial, en l'Europa occidental majordom de palau). Quan l'emperador Justinià I (regnat 527-565) va fer curopalata el seu nebot i hereu Justí II el 552, l'ofici prengué un nou significat, i esdevingué una de les dignitats més altes, situant-se al costat de Cèsar i nobilissimus i, com aquestes, reservades inicialment per als membres de la família imperial. A diferència d'elles, però, més tard va arribar a ser concedida a importants governants estrangers, sobretot al Caucas. Així, des del 580 al 1060, setze prínceps governants i reis georgians ostentaren aquest títol honorífic, així com, després de 635, diverses dinasties armènies.
Segons el Cletorològion de Filoteu, escrit el 899, les insígnies del rang eren la túnica vermella, mantell i cinyell, que eren rebuts de mans de l'emperador romà i que significaven la promoció del receptor Al segle xi i xii, la dignitat havia perdut importància i era concedida com a títol honorífic a generals fora de la família imperial, i les seves funcions van ser gradualment substituïdes pel protovestiari, la funció original del qual es limitava a la custòdia del guarda-roba imperial. El títol sobrevisqué fins al període de la Dinastia dels Paleòlegs, però ja es va fer servir poques vegades.
Alguns curopalates coneguts són:
- Justí II, quan regnava el seu oncle l'emperador Justinià I (regnat 527-565).[9]
- Baduari, quan regnava el seu sogre l'emperador Justí II (regnat 565-578).[10]
- Pere, germà de l'emperador Maurici (regnat 582-602).[9]
- Domentziolus, nebot de l'emperador Focas (regnat 602-610).[9]
- Teodor, germà de l'emperador Heracli (regnat 610-641).[9]
- Artabasd, quan regnava l'emperador Lleó III Isàuric (regnat 717-741).[9]
- Miquel I Rangabé, jove de l'emperador Nicèfor I (regnat 802-811).[9]
- Bardes, oncle i regent de l'emperador Miquel III (regnat 842-867).[9]
- Lleó Focas el Jove, general i germà de l'emperador Nicèfor II Focas (regnat 963-969).[9]